# Gypsophila
- Commons
- Wikispecies

Gypsophila L. é um género botânico da família das Cariofiláceas. 
As espécies deste género são comummente conhecidas como gipsófilas, destacando-se pelas suas flores delicadas, muito utilizadas na composição de ramalhetes e arranjos florais, amiúde à mistura com outras plantas de flores pequenas, maciços e bordaduras, a fim de criar um efeito campestre.

## Etimologia
Do que toca ao nome científico, mais concretamente, ao nome genérico, Gypsophilia, provém da aglutinação dos étimos gregos antigos γύψος (gipsos), que significa «gesso» e φίλος (filos), que significa «amor, amizade, afinidade», por alusão à atreição das espécies deste género por solos com substracto gípseo.

## Descrição genérica
As plantas deste género soem de ser anuais ou perenes.
Podem contar com sistemas de raízes mais finos ou mais robustos. As espécies perenes costumam ter caules subterrâneos robustos e ramificados, por vezes  com raízes adventícias provenientes de caules decumbentes ou rizomas alongados.
Do que respeita aos caules, podem ser erectos, ou mais ou menos rastejantes, e infrequentemente podem afigurar-se decumbentes ou prostrados. Apesar deste grande leque de variabilidade, em geral, costumam ser ramificados e de feitio cilíndrico.
Do que toca às folhas, costumam ser brevemente conatas na base, sésseis, com lâmina dotada de um só nervura, nalgumas espécies e 3 a 5 nervuras, noutras espécies. O formato das folhas varia entre o linear, oblongo ou ovado, sendo que o ápice se pode afigurar arredondado, nalgumas espécies ou variar entre o obtuso e o acuminado, noutras.
Quanto às Inflorescências, costumam ter um posicionamento cimeiro, podem ser dicasiais ou tirsos, difusas ou até subcapitadas, como é o caso com a espécie Gypsophila oldhamiana.

## Classificação taxonómica
| Sistema | Classificação                   | Referência               |
| ------- | ------------------------------- | ------------------------ |
| Lineu   | Classe Decandria, ordem Digynia | Species plantarum (1753) |

### Sinonímia
- Psammophila Ikonn.
- Psammophiliella Ikonn.
- Pseudosaponaria (F.N. Williams) Ikonn.

### Espécies
| - Gypsophila acutifolia - Gypsophila altissima - Gypsophila aretioides - Gypsophila arrostii - Gypsophila bicolor - Gypsophila bungeana - Gypsophila capituliflora - Gypsophila cephalotes - Gypsophila cerastioides - Gypsophila davurica | - Gypsophila desertorum - Gypsophila elegans - Gypsophila fastigiata - Gypsophila huashanensis - Gypsophila licentiana - Gypsophila muralis - Gypsophila nana - Gypsophila oldhamiana - Gypsophila pacifica - Gypsophila paniculata | - Gypsophila patrinii - Gypsophila perfoliata - Gypsophila petraea - Gypsophila pilosa - Gypsophila repens - Gypsophila scorzonerifolia - Gypsophila sericea - Gypsophila spinosa - Gypsophila tenuifolia - Gypsophila tschiliensis |

- Lista completa